# Curve Fever
Curve Fever is een free-2-play-computerspel in de webbrowser. Het spel kan gespeeld worden door één tot acht personen en laat zich het beste omschrijven als een multiplayerversie van het spel Snake. 
Het spel is geïnspireerd op het DOS-computerspel Achtung, die Kurve! uit 1995, wat weer een kloon is van Cervi (Worms) uit 1993. Achtung, die Kurve! is ontworpen door Filip Oscadal en Kamil Dolezal.

Curve Fever en Curve Fever 2 zijn sinds 31 december 2020 niet meer speelbaar. De reden is een daling in spelers en het beëindigen van updates en ondersteuning voor Adobe Flash Player.

## Het spel
De speler begint met een stipje dat zich oneindig als lijn verlengt. In de vaste ruimte komt de speler 'power-ups' tegen die de lijn bijvoorbeeld dikker, sneller of langzamer kunnen maken. Een speler is uitgeschakeld wanneer de speler iets raakt. Als er nog maar één speler over is, worden de punten verdeeld: 0 punten voor de eerste die was uitgeschakeld, 1 punt voor de tweede die was uitgeschakeld, enzovoort. Vervolgens begint er na 5 seconden een nieuwe ronde. Het spel is afgelopen als een speler het aantal punten die er behaald moet worden, bereikt heeft. Het aantal punten dat de speler moet behalen, wordt bepaald door het aantal spelers die meedoen: 10 punten met twee spelers, 20 punten met drie spelers, enzovoort. Het verschil tussen de nummers 1 en 2 dient aan het eind minimaal 2 punten te zijn, anders is er een zogenaamde tiebreak. Er moet in dat geval doorgespeeld worden tot het verschil tussen de nummers 1 en 2 twee punten is.
De speler kan ook teamwedstrijden spelen. Het team van de laatste speler die over is, krijgt een punt. Als een van de teams tien punten weet te behalen, dan wint dat team. Ook hier wordt gebruikgemaakt van de tiebreakregel.

## Ranks (Rang)
Rang is in Curve Fever een indicator van het niveau van de spelers. Alle geregistreerde spelers hebben zowel een FFA- (Free for all; ieder voor zich) als een TEAM-rang.
Iedere geregistreerde gebruiker begint met een rang van 700 punten. Door het spelen van games kan er rang verdiend of verloren worden. De nummer 1 krijgt de meeste rang, en diegene die laatste eindigt verliest het meeste. Gemiddeld wint de nummer 1 in non-ranked games 12 rangpunten, maar als bijvoorbeeld iemand van 1200 rang van iemand met 1500 rang wint, dan is het aantal gewonnen rangpunten hoger dan wanneer de speler van iemand met dezelfde rang wint. Een rangverschil van 400 punten betekent dat de hoger geplaatste speler 10 keer meer kans heeft om te winnen dan de lager geplaatste speler. Als een speler een premiumroom heeft geopend, heeft hij de keuze om een ranked game te kiezen. In een ranked game worden meer rangpunten verdiend en verloren.
Een nieuwe gebruiker verkrijgt de eerste tien games meer rang dan gebruikers die al langer spelen. Dit is zodat er direct op het juiste niveau wordt gespeeld.
De hoogste rang die een speler ooit behaalde was op 30 december 2015. De Nederlandse speler Novus Ordo Seclorum behaalde door veel TEAM-games te spelen een rang van 2891.

## Credits
Een speler verkrijgt credits door het spel te spelen of door credits te kopen. Om deel te nemen aan een premiumroom (wedstrijd) kan een speler zich aansluiten bij een bestaande wedstrijd, maar een speler kan zo'n premiumroom ook zelf aanmaken. Dit kost de speler 100 credits. Deze speler is dan de 'host' van de spelers. Als een speler een teamwedstrijd wil bijwonen die gehost wordt door een andere speler, moet de speler 20 credits betalen. Als de host in de friendlist (vriendenlijst) van een van de gejoinde spelers zit, hoeft de gejoinde speler geen credits te betalen. Een premiumspeler hoeft geen credits te betalen om een premiumroom te openen.
Er is ook een winkel waar verschillende dingen gekocht kunnen worden met credits. Die kan een speler gebruiken bij de premiumroom. De 'extra's' zijn:
- Icons - Deze icons verschijnen naast de naam van de speler.
- Power-ups - Nieuwe power-ups verschijnen in het spel, zoals 'Closing walls' (insluitende muren), 'No draw area' en 'Darkness' (verduistering).
- Features - Hier kan de speler een andere kleur voor zijn lijn kopen. De huidige acht kleuren zijn: 'Arctic', 'Lava', 'Candy', paars, wit, rasta, regenboog en zilver.

## Premium
Het is mogelijk om te betalen voor het spel. Hiermee kan een speler een teamwedstrijd met bijvoorbeeld 4-tegen-4-spelers starten en met maximaal 8 spelers spelen in een wedstrijd. Verder zijn er dan meer power-ups, kan de speler kiezen voor een ranked game. Het icoon dat voor de naam van de speler te zien is tijdens een spel krijgt een gouden kleur in plaats van witte. De speler hoeft ook geen in-game currency meer te betalen om te spelen in een premium game.

## Klonen en remakes
- Zatacka Online - iPhone-remake met online multiplayer.
- Zatacka Online - iOS-remake met online multiplayer.
- Zatacka 360 - Versie gemaakt met Windows XMA voor Xbox 360 en Windows.
- Achtung, Wii Curve - Een opensourcekloon voor de Wii.
- https://curvecrash.com//